# Cottereau

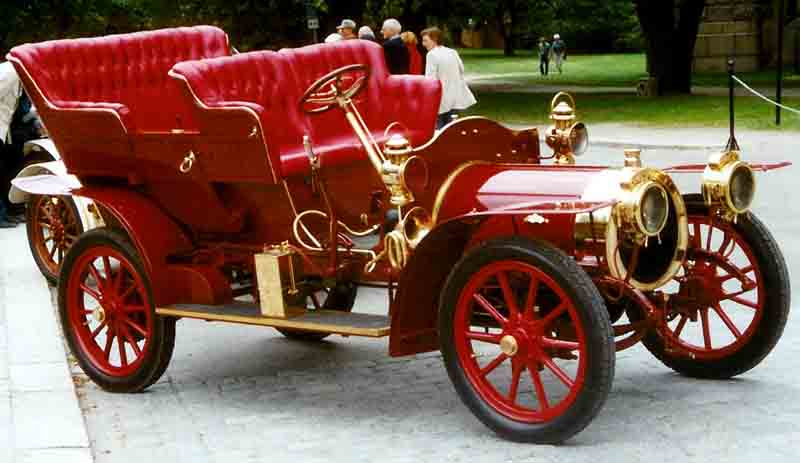
Cottereau 15/18 Phaeton 1906

Cottereau var en fransk biltillverkare som var verksam i Dijon mellan 1898 och 1911.
Företaget Cotterau et Cie började tillverka bilar 1898. Den första modellen, Voiturine, hade en luftkyld V2-motor med 1,1-liter slagvolym och på 3 Cv (Cheval-vapeur). Denna följdes av en modell på 3½ Cv och fyrcylindriga modeller på 10 Cv och 20 Cv. 
1903 kom en encylindrig modell, Populaire, på 5 Cv och 1904 en trecylindrig modell med 2,5-liters slagvolym. 1906 fanns modeller på bland annat 8 Cv, 12/14 Cv och en tävlingsbil med hela 18,3-liters slagvolym. 1908 kom den fyrcylindriga modellen 22/26 Cv med 4,2-liters slagvolym och 1910 den encylindriga modellen 9 CV.
Cottereau-bilarna kännetecknades av den runda formen på kylaren, vilket blev en del av varumärket.